# Barbara Borys-Damięcka
Barbara Borys-Damięcka (2 de novembro de 1937 – 9 de junho de 2023) foi uma política polaca. Ocupou o cargo de senadora de seu país representando o círculo eleitoral de Varsóvia de 2007 até sua morte em 2023.